# São João da Ribeira
São João da Ribeira est une freguesia portugaise située dans le District de Santarém.
Avec une superficie de 20,16 km2 et une population de 1 200 habitants (2001), la paroisse possède une densité de 44,0 hab/km2.